# خسوفر (دوعن)
'

تعديل مصدري - تعديل

خسوفر هي إحدى قرى عزلة صيف بمديرية دوعن التابعة لمحافظة حضرموت، بلغ تعداد سكانها 106 نسمة حسب تعداد اليمن لعام 2004.